# PZL-Wola

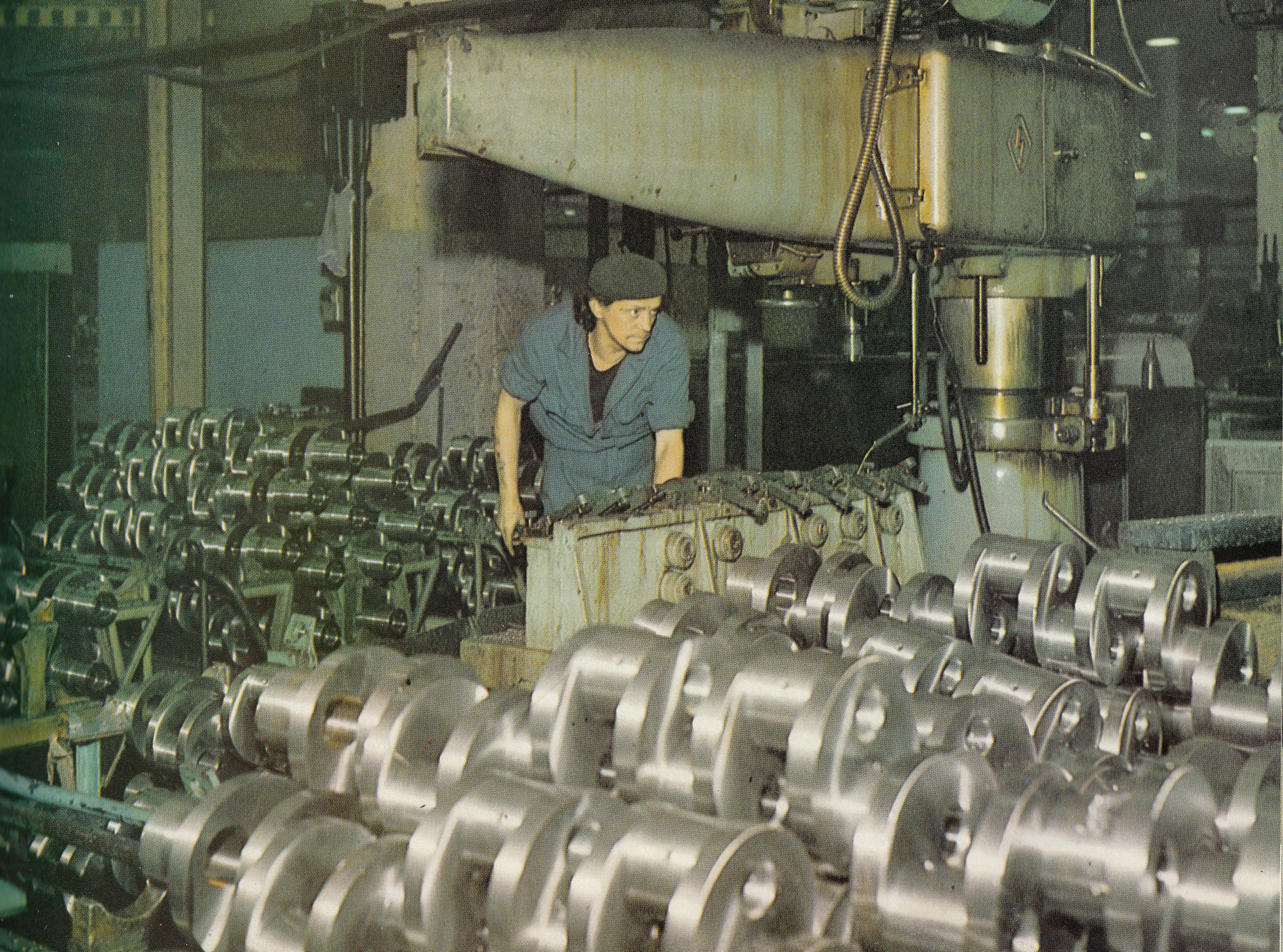
Wiercenie otworów olejowych w wałach korbowych silnika Wola-1518 w latach 70.

Zakłady Mechaniczne „PZL-Wola” (obecnie ZM „WOLA” sp. z o.o.) – przedsiębiorstwo z siedzibą przy ul. Fort Wola 22 w Warszawie utworzone w 1951 roku pod nazwą Zakłady Mechaniczne im. Marcelego Nowotki.

## Opis
Zakłady zajmowały się produkcją silników wysokoprężnych, zespołów prądotwórczych i agregatów napędowych. W zakładach produkowano w latach 1959–1967 silniki do samochodów Żubr A80. W końcu pierwszej dekady XXI w. zakład produkował 1000 KM silniki S-1000 do PT-91M.
Wolska fabryka wykonała także wiele pomników, m.in. pomnik Czynu Polaków, pomnik Chwała Saperom, pomnik Kościuszkowców, pomnik Polegli Niepokonani i pomnik Małego Powstańca. W 1973 przed siedzibą zakładu odsłonięto pomnik Marcelego Nowotki.
W 1990 roku nazwa zakładu została zmieniona na obecną. Usunięto także pomnik patrona ustawiony w 1973 r. 30 września 2009 roku wyodrębniono zorganizowaną część przedsiębiorstwa o nazwie „Zakład Wola” w Warszawie, będący w dalszym ciągu głównym trzonem produkcyjnym przedsiębiorstwa. Formalny nadzór właścicielski został przeniesiony na rzecz dotychczasowej spółki podległej Zakład Mechaniczny „PZL-Wola” w Siedlcach Sp. z o.o. (spółki-córki). Kolejna zmiana nadzoru właścicielskiego nastąpiła 1 listopada 2011 roku, wraz ze zmianą „Zakładu Wola” na Oddział w Warszawie podległy Z.M. „Bumar Łabędy” S.A. w Gliwicach. Ten podmiot został zlikwidowany 31 grudnia 2012 roku, natomiast Z.M. „PZL-Wola” w Siedlcach Sp. z o.o. znajduje się w likwidacji.
W 2012 roku rozpoczęła działalność ZM „Wola” sp. z o.o., która kontynuuje działalność PZL-Wola w zakresie wyrobów cywilnych. Spółka nabyła prawa do produkcji rodziny silników Wola „C” (w tym typu „H – Henschel”, „135”, D, DV, VA), zespołów prądotwórczych i agregatów napędowych napędzanych tymi silnikami, wraz z dokumentacją i prawami do produkcji części zamiennych do tych wyrobów. Prowadzi ona serwis wyrobów d. PZL-Wola S.A. oraz produkuje wyroby w pełni zamienne do wytwarzanych przez nią w ubiegłych latach.

## Inne informacje
Do organizacji partyjnej Zakładów Mechanicznych im. Marcelego Nowotki należał długoletni premier Józef Cyrankiewicz.